# Nino Ginex
Nino Ginex (Canicattì, 7 febbraio 1928 – Gattinara, 22 novembre 2008) è stato un cantante italiano melodico, attivo negli anni cinquanta e sessanta.

## Biografia
Nino Ginex nacque a Canicattì nel 1928. Venne messo sotto contratto dalla casa discografica Phonocolor, mentre alcuni suoi pezzi furono pubblicati anche da Fonola. In base al sistema italiano, che separa la casa discografica dal detentore dei diritti, gli spartiti erano depositati presso le Edizioni Musicali Flag, che si trovavano presso Galleria del Corso 4 a Milano.
Seguendo una pratica ampiamente diffusa fino a tutti gli anni sessanta, sulla base di successi scritti da altri autori e già lanciati da interpreti famosi in esibizioni canore, Ginex e i suoi colleghi costruivano un nuovo arrangiamento del pezzo e questo veniva stampato quasi contemporaneamente alla versione base. È il caso di Sanremo del 1961, dopo il quale Ginex reinterpretò una serie di singoli, lanciati contemporaneamente sul mercato.
Ginex conobbe una certa fama anche all'estero: nel 1961 un suo singolo (Come una bambola) che, inciso da Phonocolor, fu etichettato per il mercato estero dalla Vesuvius Records, venne recensito da Billboard. Lo stesso anno partecipò alla manifestazione Sei giorni della canzone del 1961 con il brano Stanotte siamo soli.
Specializzato nell'interpretazione di brani melodici, con il declino del genere avvenuto già dagli anni sessanta, nel corso della propria restante carriera Ginex si concentrò soprattutto sulle esecuzioni dal vivo, accompagnato da diverse formazioni.
Morì a Gattinara il 22 novembre 2008.

## Dischi
La datazione qui riportata si basa sull'etichetta del disco o sulla copertina; qualora nessuno di questi elementi abbia una datazione, è basata sulla numerazione del catalogo; talora è, infine, basata sul codice della matrice di stampa. Se esistenti, sono riportati, oltre all'anno, il mese e il giorno (quest'ultimo dato si trova, a volte, stampato sul vinile).

### Singoli
| Etichetta e Numero di catalogo | Anno | Titoli                                                   |
| ------------------------------ | ---- | -------------------------------------------------------- |
| Fonola 6431                    | 195? | Bongo, Bongo, Bongo (Civilization)/Clopen Clopam         |
| Phonocolor MS1144              | 1961 | La Novia/Tango Cha Cha Cha                               |
| Phonocolor MS1094              | 1961 | Dolce Francia/Non è colpa mia (Sanremo '61)              |
| Phonocolor MS1144              | 1961 | Come una bambola/Giuggiola                               |
| Vesuvius 1029 (stampa estera)  | 1961 | Come una bambola/                                        |
| Phonocolor MS1040              | 1960 | Il mare/Marina                                           |
| Phonocolor MS 1101             | 1961 | Il mare nel cassetto/Mandolino...mandolino (Sanremo '61) |
| Phonocolor MS1094              | 1961 | Carolina Dai/Pozzanghere (Sanremo '61)                   |
| Phonocolor?                    | 1961 | Granada/Ol' man river                                    |
| Fonola 7065                    | 196? | Mon Pays/Wonderful Copenhagen                            |